# Яструб венесуельський
Яструб венесуельський (Accipiter collaris) — вид яструбів.
Поширений у Колумбії, Еквадорі, Перу і Венесуелі. Його природне середовище проживання — субтропічний або тропічний вологий гірський ліс. Стає рідкісним через втрати середовищ проживання. 
Довжина тіла — близько 43 см, а розмах крил — 65-68 см.